# Adalbert Konstantin von Briesen

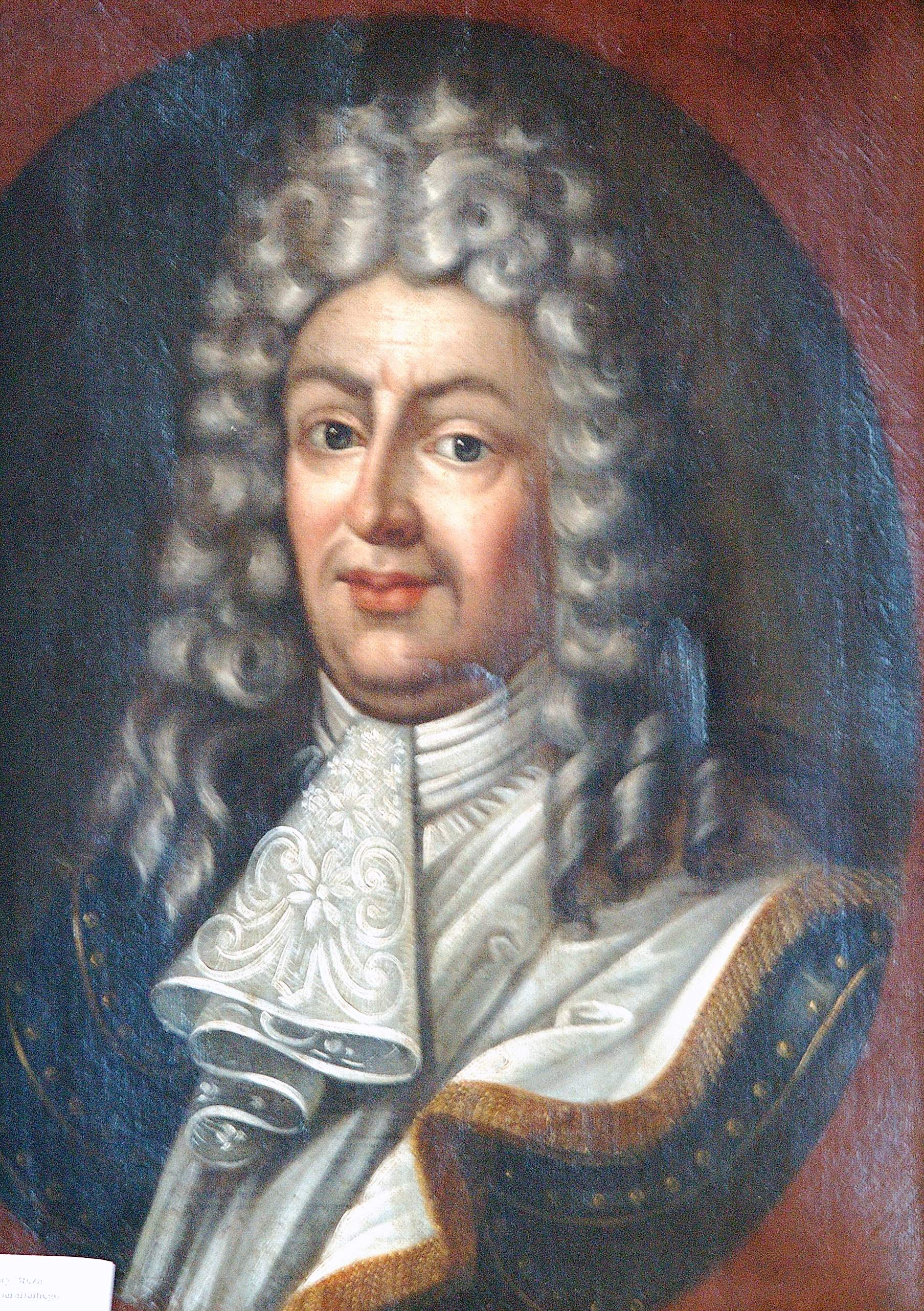
Adalbert Konstantin von Briesen, historisches Porträt

Adalbert Konstantin von Briesen (polnisch Wojciech Konstanty Breza; * nach 1623; † 1698) war königlich polnischer Starost, Woiwode und Senator sowie Freund des Großen Kurfürsten.
Adalbert Konstantin war ein Sohn des Titus Mikołaj Breza († 1657) und der Zofia Żychlińska herb Szeliga († nach 1662) und damit Enkel des Ernst von Briesen und der Barbara von Schöneich († nach 1635) sowie Großneffe des Christoph von Briesen auf Zibelle.
Briesen war der erste einflussreiche Angehörige seines Geschlechts in Großpolen. Im Jahre 1657 war er Küchenmeister der polnischen Königin, 1658 Jägermeister von Posen sowie 1661 Starost von Nowy Dwór. In den Jahren 1661 bis 1678 war zehn Mal Abgeordneter im Sejm. 1673 wurde er als polnischer Gesandter nach Schweden geschickt. Seit 1677 war er in dem Lager der Gegner des polnischen Königs Johann III. Sobieski. 1681 hat sich jedoch wieder mit dem König versöhnt, wofür ihm die Würde des Kastellans von Posen bestätigt wurde, die er seit 1680 und bis 1687 innehatte. 1684 wurde er Botschafter am Hof in Berlin. Bereits 1667 wurde er Woiwode von Kalisch, was er bis 1692 auch blieb. Schließlich konnte er 1692 auch Woiwode von Posen werden. Auf diese Stelle blieb er bis zu seinem Tode. Durch die Stellung als Woiwode war er automatisch auch polnischer Senator im Sejm.
Briesen ging nacheinander drei Ehen ein. Zuerst vermählte er sich mit Komtesse Katharina  Hedwig Dönhoff (* nach 1629; † um 1668), einer Tochter  des Grafen Gerhard Dönhoff. Eine zweite Ehe folgte mit Konstancja Anna Weiher († 1679/1681), einer verwitweten Tochter des Woiwoden von Kulm Graf Mikołaj Weiher. Schließlich, nachdem auch die zweite Ehefrau verstorben war, heiratete er am 25. November 1688 Teresa Konstancja Opalińska herb Łodzia (* 1645; † 1703), eine ebenfalls bereits verwitwete Tochter des Woiwoden von Posen Krzysztof Opaliński.